# Copa Intercontinental (rugby)
La Intercontinental Cup (Copa Intercontinental) también se le llamó Copa Latina, fue un torneo de selecciones nacionales de rugby que la entonces IRB, actual World Rugby, organizó durante dos temporadas, consistió en un interesante desafío de naciones de alto desarrollo de Europa y América, llegando a alternar sus sedes en las dos ediciones, la primera en Sudamérica y la segunda en Europa. El certamen dio cabida a las selecciones principales de los países participantes.

## Reseña histórica
La edición inaugural realizada en Uruguay y Chile (2004) le dio el título a Los Teros sobre Portugal, y el tercer lugar a  Los Cóndores; la segunda edición se celebró entre Portugal y Georgia y fue el desquite para los representativos de Europa llevándose el título Los Lobos y Los Lelos el bronce.

## Campeonatos
| Edición | Año  | Campeón  | 2º puesto | 3º puesto | 4º puesto |
| ------- | ---- | -------- | --------- | --------- | --------- |
| I       | 2004 | Uruguay  | Portugal  | Chile     | Georgia   |
| II      | 2005 | Portugal | Uruguay   | Georgia   | Chile     |

## Posiciones
Número de veces que los equipos ocuparon cada posición en todas las ediciones.
| Equipo   | Campeón | 2º puesto | 3º puesto | 4º puesto |
| -------- | ------- | --------- | --------- | --------- |
| Portugal | 1       | 1         |           |           |
| Uruguay  | 1       | 1         |           |           |
| Georgia  |         |           | 1         | 1         |
| Chile    |         |           | 1         | 1         |